# NGC 7399
NGC 7399 (również PGC 69902) – galaktyka spiralna (S0-a), znajdująca się w gwiazdozbiorze Wodnika. Odkrył ją Lewis A. Swift 15 listopada 1884 roku. Należy do galaktyk Seyferta typu 2.